# Мікель Сан Хосе
Мікель Сан Хосе (ісп. Mikel San José, нар. 30 травня 1989, Памплона) — іспанський футболіст, захисник клубу СД «Аморебієта» та національної збірної Іспанії.

## Клубна кар'єра
Народився 30 травня 1989 року в місті Памплона. Вихованець футбольної школи клубу «Атлетік Більбао».
У серпні 2007 року 18-річний захисник уклав трирічний контракт з англійським «Ліверпулем», у складі якого грав виключно за команду дублерів. 
2009 року на умовах оренди повернувся до клубу «Атлетік Більбао», де отримав свій перший досвід ігор за основну команду. 19 травня 2010 року уклав з «Атлетіком» повноцінний контракт, розрахований на п'ять років.

## Виступи за збірні
2007 року дебютував у складі юнацької збірної Іспанії, взяв участь у 16 іграх на юнацькому рівні.
Протягом 2009-2011 років залучався до складу молодіжної збірної Іспанії. На молодіжному рівні зіграв у 8 офіційних матчах, забив один гол.
4 вересня 2014 року дебютував у складі національної збірної Іспанії, провівши на полі всі 90 хвилин товариської гри проти збірної Франції.

## Титули
- Володар Суперкубка Іспанії (1):

«Атлетік»: 2015
- Чемпіон Європи (U-19) (1):

Іспанія (U-19) : 2007
- Чемпіон Європи (U-21) (1):

Іспанія (U-21) : 2011